# Edificio del Instituto Nicaragüense de Seguridad Social
El Edificio del Instituto Nicaragüense de Seguridad Social (INSS) es la sede principal del Instituto Nicaragüense de Seguridad Social en la ciudad de Managua, Nicaragua. Está ubicado en la 3.ª Avenida Sureste, en el Centro Histórico de Managua, y es una de las construcciones emblemáticas del sector público nicaragüense.

## Historia y características
Construido durante la década de 1960 como parte de la expansión institucional del Estado, el edificio fue concebido para albergar las oficinas centrales del INSS, entidad responsable de la administración de la seguridad social en Nicaragua. Su diseño responde a un estilo funcionalista típico de los complejos administrativos de la época, con énfasis en la eficiencia del espacio y la resistencia estructural.
El edificio es reconocido por haber sobrevivido al terremoto de Managua de 1972, siendo uno de los pocos edificios institucionales que permanecieron en pie dentro del casco urbano. Esta resistencia lo ha convertido en un ícono de la arquitectura gubernamental nicaragüense de mediados del siglo XX.

## Funciones
Desde este edificio se gestionan:
Afiliaciones y cotizaciones al seguro social
Pensiones y jubilaciones
Programas de salud ocupacional y medicina previsional
Administración de clínicas previsionales y programas de atención médica para asegurados
El edificio también alberga espacios para atención al público, oficinas administrativas, departamentos técnicos y auditorías.

## Importancia institucional
La sede central del INSS es un punto neurálgico en la administración de la política previsional del país, y ha sido escenario de reformas, manifestaciones sociales y modernizaciones administrativas. Es considerado un símbolo de la infraestructura estatal en materia de seguridad social.